# 鱼鳔黄耆
鱼鳔黄耆（学名：Astragalus hedinii）为豆科黄耆属下的一个种。

## 扩展阅读
維基物種上的相關：鱼鳔黄耆